# Montgomery (Georgia)
Montgomery è un census-designated place (CDP) degli Stati Uniti d'America, nella contea di Chatham.